# Большая Запань
Больша́я За́пань — посёлок в Саткинском районе Челябинской области России. Входит в состав Саткинского городского поселения.
Через посёлок протекает река Большая Сатка.

## Население
| 2002 | 2010 |
| ---- | ---- |
| 265  | ↗293 |

По данным Всероссийской переписи, в 2010 году численность населения посёлка составляла 293 человека (142 мужчины и 151 женщина).

## Уличная сеть
Уличная сеть посёлка состоит из 4 улиц.